# Mesanthemum albidum
Mesanthemum albidum är en gräsväxtart som beskrevs av Paul Lecomte. Mesanthemum albidum ingår i släktet Mesanthemum och familjen Eriocaulaceae. Inga underarter finns listade i Catalogue of Life.